# Новая Зеландия на летних Олимпийских играх 1996
Новая Зеландия принимала участие в Летних Олимпийских играх 1996 года в Атланте (США) в девятнадцатый раз за свою историю, и завоевала три золотые, две серебряные и одну бронзовую медали. Сборную страны представляли 29 женщин.

## 01!Золото
- Плавание, мужчины, 200 метров, вольный стиль — Дэньон Лоадер.
- Плавание, мужчины, 400 метров, вольный стиль — Дэньон Лоадер.
- Конный спорт, мужчины — Блит Тайт.

## 02!Серебро
- Парусный спорт, женщины — Барбара Кендалл.
- Конный спорт, женщины — Салли Кларк.

## 03!Бронза
- Конный спорт, мужчины — Vicki Latta, Andrew Nicholson, Blyth Tait и Vaughn Jefferis.

## Результаты соревнований

### Академическая гребля
В следующий раунд из каждого заезда проходили несколько лучших экипажей (в зависимости от дисциплины). В финал A выходили 6 сильнейших экипажей, остальные разыгрывали места в утешительных финалах B-D.
Мужчины
| Соревнование | Спортсмены             | Предварительный заезд | Предварительный заезд | Предварительный заезд | Отборочный заезд | Отборочный заезд | Отборочный заезд | Полуфинал     | Полуфинал     | Полуфинал     | Финал   | Финал   | Итоговое место |
| Соревнование | Спортсмены             | Заезд                 | Время                 | Место                 | Заезд            | Время            | Место            | Заезд         | Время         | Место         | Время   | Место   | Итоговое место |
| ------------ | ---------------------- | --------------------- | --------------------- | --------------------- | ---------------- | ---------------- | ---------------- | ------------- | ------------- | ------------- | ------- | ------- | -------------- |
| одиночки     | Роб Уодделл            | 4                     | 7:48,69               | 4                     | 2                | 7:42,87          | 1 Q              | Полуфинал A/B | Полуфинал A/B | Полуфинал A/B | Финал B | Финал B | 7              |
| одиночки     | Роб Уодделл            | 4                     | 7:48,69               | 4                     | 2                | 7:42,87          | 1 Q              | 2             | 7:18,52       | 4             | 6:49,55 | 1       | 7              |
| двойки       | Дейв Шапер Тони Данлоп | 1                     | 6:42,15               | 3                     | 3                | 7:04,40          | 3 Q              | 2             | 6:51,64       | 2 QA          | Финал A | Финал A | 5              |
| двойки       | Дейв Шапер Тони Данлоп | 1                     | 6:42,15               | 3                     | 3                | 7:04,40          | 3 Q              | 2             | 6:51,64       | 2 QA          | 6:29,24 | 5       | 5              |